# Liste deutscher Stadtgründungen/14. Jahrhundert
Die Liste deutscher Stadtgründungen im 14. Jahrhundert enthält Orte, die im 14. Jahrhundert gegründet oder erstmals urkundlich erwähnt wurden und später zu Städten wurden.
- 1301 Bergneustadt, erste urkundliche Erwähnung
- 1301 Spremberg, erste urkundliche Erwähnung
- 1302 Vetschau/Spreewald, erste urkundliche Erwähnung, Stadtrecht 1543
- 1303 Gefell, erste urkundliche Erwähnung
- 1306 Neugersdorf, urk. Ersterwähnung, Stadtrecht 1924, seit 2011 vereinigte Stadt Ebersbach-Neugersdorf
- 1315 Lübbenau/Spreewald, erste urkundliche Erwähnung als Ort, Stadtrecht 1496
- 1316 Bad Freienwalde (Oder)
- 1317 Neuenhaus, erste urkundliche Erwähnung, Gründung des Bentheimer Grafen Johannes II., Stadtrecht 1369
- 1317 Ruhland, urk. Ersterwähnung als Rulant, als Stadt 1397 bei König Wenzel IV. von Böhmen beurkundet
- 1318 Suhl, erste urkundliche Erwähnung
- 1320 Lucka, erste urkundliche Erwähnung
- 1322 Schwarzenbach an der Saale, erste urkundliche Erwähnung
- 1324 Bad Elster, erste urkundliche Erwähnung
- 1325 Zeulenroda, erste urkundliche Erwähnung
- 1326 Leutenberg, erste urkundliche Erwähnung
- 1327 Rosenthal (Hessen), Gründung durch den Erzbischof von Mainz (erste urkundliche Erwähnung erst 1340)
- 1331 Auma, erste urkundliche Erwähnung
- 1337 Lichtenberg (Oberfranken), erste urkundliche Erwähnung
- 1339 Ehrenfriedersdorf, erste urkundliche Erwähnung
- 1343 Naila, erste urkundliche Erwähnung
- 1343 Rappenau, erste urkundliche Erwähnung
- 1344 Orlamünde, erste urkundliche Erwähnung
- 1346 Flöha, erste urkundliche Erwähnung
- 1346 Schirgiswalde, urk. Ersterwähnung, Stadtrecht durch Kaiser Leopold I. 1665
- 1349 Camburg, erste urkundliche Erwähnung
- 1349 Radebeul, erste urkundliche Erwähnung
- 1349 Großröhrsdorf, urk. Ersterwähnung als Grozen-Rudigerstorf, Stadtrechtsverleihung am 11. Oktober 1924
- 1353 Böhlen, erste urkundliche Erwähnung
- 1353 Greußen, erste urkundliche Erwähnung
- 1355 Ruhla, erste urkundliche Erwähnung
- 1356 Vohwinkel, erste urkundliche Erwähnung
- 1357 Seifhennersdorf, urk. Ersterwähnung, 1974 Stadtrecht für das ehemals größte Industriedorf der DDR
- 1360 Meppen
- 1361 Meerane, erste urkundliche Erwähnung
- 1363 Bad Gottleuba, erste urkundliche Erwähnung
- 1364 Bad Köstritz, erste urkundliche Erwähnung
- 1367 Selbitz, erste urkundliche Erwähnung
- 1370 Oberweißbach/Thür. Wald, erste urkundliche Erwähnung
- 1374 Brück
- 1375 Hennigsdorf
- 1376 Schirgiswalde, urk. Ersterwähnung, 1665 Stadtrecht
- 1377 Wustrow (Wendland), erste urkundliche Erwähnung
- 1378 Burgstädt, erste urkundliche Erwähnung
- 1381 Ranis, erste urkundliche Erwähnung
- 1381 Geyer, erste urkundliche Erwähnung
- 1384 Bad Wilsnack, erste urkundliche Erwähnung
- 1388 Schwarzenbach am Wald, erste urkundliche Erwähnung
- 1389 Freudenberg (Siegerland), erste urkundliche Erwähnung
- 1393 Ottweiler, erste urkundliche Erwähnung
- 1397 Hirschberg, erste urkundliche Erwähnung
- 1399 Großbreitenbach, erste urkundliche Erwähnung

## Verleihung der Stadtrechte
Folgende Städte erhielten im 14. Jahrhundert die Stadtrechte:
- um 1300 Sondershausen
- um 1300 Neckarsulm
- 1300 Lichtenau (Baden)
- 1300 Waldkirch
- 1300 Wittenberge
- 1301 Spremberg
- 1302 Geisa
- 1302 Euskirchen
- 1303 Siegen erhält Soester Stadtrecht (bereits um 1170 als civitas bezeichnet)
- 1303 Görlitz
- 1304 Bad Liebenwerda (erstmals als civitas bezeichnet, Rechte älter)
- 1304 Ronneburg
- 1305 Bad Salzungen
- 1305 Bräunlingen
- 1306 Krautheim
- 1308 Wasungen
- 1309 Spangenberg (bereits 1261 als civitas bezeichnet)
- 1310 Berga/Elster
- 1310 Holten
- 1311 Grevenbroich[1]
- 1311 Olpe erhält Soester Stadtrecht
- 1313 Saalburg
- 1313 Weikersheim
- 1313 Weismain
- 1314 Altenkirchen (Westerwald)
- 1314 Auerbach in der Oberpfalz
- 1316 Neustadt bei Coburg
- 1317 Potsdam
- 1317 Römhild
- 1317 Themar
- 1317 Werden, um 799 Klostergründung durch Liudger, 1929 nach Essen eingemeindet
- 1318 Fürstenberg/Havel
- 1319 Weilheim an der Teck
- um 1320 Linz am Rhein
- 1320 Lucka
- 1320 Wiehe
- 1321 Neuötting
- 1321 Saarbrücken
- 1322 Mülheim am Rhein (1914 nach Köln eingemeindet)
- 1323 Artern/Unstrut
- 1323 Bad Blankenburg, erste Erwähnung als Stadt (Ersterwähnung als Ort 1267)
- 1323 Eisfeld
- 1324 Hildburghausen
- 1324 Pößneck
- 1325 Neustadt an der Orla
- 1326 Bleicherode
- 1326 Erkelenz (Ersterwähnung 966)
- 1326 Kupferberg
- 1326 Leutenberg
- 1326 Neumark
- 1326 Oberkirch (Baden)
- 1326 Renchen
- 1326 Rudolstadt
- 1326 Stadtlengsfeld
- 1327 Heringen/Helme
- 1328 Triptis
- 1328 Ziegenrück
- 1329 Schmölln
- 1330 Ilshofen
- 1330 Waldenburg
- 1331 Auma
- 1331 Buttstädt
- 1331 Coburg
- 1332 Gau-Algesheim (2. Verleihung 1355 mit Höchst am Main, Ersterwähnung 766)
- 1332 Eltville am Rhein
- 1332 Schweinsberg (1972 nach Stadtallendorf eingemeindet)
- 1333 Bad Wurzach
- 1333 Kahla
- 1333 Stadtroda
- 1333 Treffurt
- 1334 Heubach
- 1335 Eltmann
- 1336 Finsterwalde
- 1337 Lichtenberg (Oberfranken)
- 1338 Crailsheim
- 1338 Philippsburg, unter dem damaligen Namen Udenheim
- 1339 Aalen
- 1339 Münsingen
- 1339 Rendsburg
- 1340 Bad Mergentheim
- 1340 Bad Tennstedt
- 1340 Sandersleben (Anhalt)
- 1340 Hörde
- 1341 Ilmenau
- 1343 Dornburg
- 1344 Orlamünde
- 1345 Plaue
- 1345 Oldenburg (Oldb)
- 1347 Anholt
- 1347 Aichach
- 1348 Abensberg
- 1348 Ohrdruf
- 1348 Weimar
- 1349 Camburg
- 1349 Creglingen
- 1349 Sonneberg
- 1350 Blankenhain
- 1350 Sömmerda
- 1351 Neuenstein
- 1352 Kirchhain, (Ersterwähnung 1146)
- 1353 Bad Sulza
- 1353 Greußen
- 1354 Rheindahlen
- 1355 Höchst am Main, (Ersterwähnung 790, Marktrecht 1356)
- 1356 Niedernhall
- 1356 Wiesensteig
- 1357 Cottbus
- 1357 Leba, (Ersterwähnung 1282)
- 1359 Greiz
- 1359 Betzenstein
- 1360 Meppen
- 1361 Bischofswerda
- 1362 Bad Rodach
- 1362 Schalkau
- 1363 Waldenbuch
- 1364 Elsterwerda
- 1364 Mönchengladbach
- 1364 Tirschenreuth
- 1365 Nieder-Florstadt
- 1365 Königsee
- 1367 Niederstetten
- 1367 Prichsenstadt, Stadtrechtsverleihung (Ersterwähnung 1258)
- 1368 Dransfeld
- 1369 Neuenhaus, Stadtrechtsverleihung (Gründung 1317)
- 1370 Allendorf (Lumda)
- 1370 Siebenlehn
- 1372 Fridingen an der Donau
- 1373 Krefeld, Ersterwähnung 1105, verliehen durch Kaiser Karl IV.
- 1374 Adelsheim
- 1374 Solingen
- 1379 Nordhorn Stadtrechtsverleihung (Ersterwähnung um 900)
- 1381 Ranis
- 1382 Mainbernheim, Stadtrechtsverleihung (Ersterwähnung 889)
- 1383 Walsrode
- 1387 Altdorf bei Nürnberg
- 1390 Teuschnitz
- 1392 Kölleda
- 1394 Heldburg
- 1394 Ummerstadt
- 1397 Hirschberg
- 1398 Merkendorf
- im 14. Jahrhundert: Stadtsteinach